# Hyposoter longulus
Hyposoter longulus là một loài tò vò trong họ Ichneumonidae.